# Italia alla IX Universiade
L'Italia ha partecipato alla IX Universiade, tenutasi a Sofia nel 1977, conquistando un totale di otto medaglie.

## Medagliere per discipline
| Sport            | Oro | Argento | Bronzo | Totale |
| ---------------- | --- | ------- | ------ | ------ |
| Atletica leggera | 1   | 2       | 0      | 3      |
| Scherma          | 1   | 1       | 1      | 3      |
| Nuoto            | 0   | 0       | 1      | 1      |
| Pallanuoto       | 0   | 0       | 1      | 1      |
| Totale           | 2   | 3       | 3      | 8      |

### Dettaglio
| Sport            | Oro                    | Argento                       | Bronzo                     |
| ---------------- | ---------------------- | ----------------------------- | -------------------------- |
| Atletica leggera | Sara Simeoni (200 m)   | Franco Fava (10000 m)         |                            |
| Atletica leggera | Sara Simeoni (200 m)   | Staffetta 4×100 m             |                            |
| Scherma          | Marco Marin (sciabola) | Angelo Arcidiacono (sciabola) | Squadra fioretto maschile  |
| Nuoto            |                        |                               | Giorgio Lalle (100 m rana) |
| Pallanuoto       |                        |                               | Nazionale maschile         |